# New Gold Dream (81-82-83-84)
| Recensione                    | Giudizio |
| ----------------------------- | -------- |
| AllMusic                      | [ 3 ]    |
| Encyclopedia of Popular Music | [ 4 ]    |
| The Great Rock Discography    | 8/10     |
| Mojo                          | [ 6 ]    |
| Q                             | [ 7 ]    |
| Record Collector              | [ 8 ]    |
| Rolling Stone                 | [ 9 ]    |
| Smash Hits                    | 8/10     |
| Uncut                         | [ 11 ]   |

New Gold Dream (81–82–83–84) è il quinto album in studio del gruppo musicale britannico Simple Minds, pubblicato nel 1982 dalla EMI.
L'album è stato un punto di svolta per la band in quanto ha ottenuto un successo di critica e commerciale nel Regno Unito e in Europa. New gold dream è in assoluto il manifesto della new wave britannica di inizio anni '80.

## Tracce
Testi e musiche dei Simple Minds.

### Versione originale
Lato A
1. Someone Somewhere in Summertime - 4:35
2. Colours Fly and Catherine Wheel - 3:49
3. Promised You a Miracle - 4:26
4. Big Sleep - 4:59
5. Somebody Up There Likes You - 4:58

Lato B
1. New Gold Dream (81/82/83/84) - 5:40
2. Glittering Prize - 4:33
3. Hunter and the Hunted - 5:54
4. King Is White and in the Crowd - 6:57

### DVD Audio del 2005
1. Someone Somewhere in Summertime - 5:22
2. Colours Fly and Catherine Wheel - 3:49
3. Promised You a Miracle - 4:27
4. Big Sleep - 5:20
5. Somebody Up There Likes You - 5:45
6. New Gold Dream (81/82/83/84) - 6:07
7. Glittering Prize - 4:39
8. Hunter and the Hunted - 6:06
9. King Is White and in the Crowd - 7:28
10. In Every Heaven - 4:55

## Formazione
- Jim Kerr - voce
- Charlie Burchill - chitarra ed effetti
- Derek Forbes - basso
- Michael MacNeil - tastiere ed effetti
- Mel Gaynor - batteria in Someone Somewhere in Summertime, Big Sleep, New Gold Dream..., Glittering Prize, Hunter and the Hunted e The King is White and in the Crowd

### Altri musicisti
- Mike Ogletree - percussioni, batteria in Colours Fly and Catherine Wheel, Somebody Up There Likes You e New Gold Dream (81/82/83/84)
- Kenny Hyslop - batteria in Promised You a Miracle
- Sharon Campbell - cori in Colours Fly and Catherine Wheel e Glittering Prize
- Herbie Hancock - tastiere in Hunter and the Hunted

## Classifiche

### Classifiche settimanali
| Classifica (1982/83) | Posizione massima |
| -------------------- | ----------------- |
| Australia            | 8                 |
| Canada               | 57                |
| Francia              | 30                |
| Germania             | 47                |
| Norvegia             | 17                |
| Nuova Zelanda        | 2                 |
| Paesi Bassi          | 31                |
| Regno Unito          | 3                 |
| Stati Uniti          | 69                |
| Svezia               | 9                 |

### Classifiche di fine anno
| Classifica (1982) | Posizione |
| ----------------- | --------- |
| Nuova Zelanda     | 13        |
| Regno Unito       | 54        |
| Classifica (1983) | Posizione |
| Nuova Zelanda     | 50        |